# Ronald Quispe
Ronal Rey Quispe Misme (Bolivia, 5 de marzo de 1990) es un atleta Olímpico Boliviano especializado en la marcha atlética. Su mejor marca personal en la prueba de 20 km marcha de 1:25:59.2 h establecida el 5 de junio de 2011, en Buenos Aires.